# Marrakech (Galena e Cvetelina Janeva)
Marrakech è un singolo delle cantanti bulgare Galena e Cvetelina Janeva, pubblicato il 18 luglio 2018.

## Descrizione
Questa canzone è la cover di quella in lingua serba Rumba di Viki Miljković. Esiste anche una cover realizzata in lingua bulgara.

## Video musicale
Il videoclip è stato girato in Marocco.